# 遊戲實況
遊戲實況是指人們將电子游戏的遊玩過程錄製下來的過程，遊戲實況可以是视频、也可以是带有文字的截圖。 遊戲實況與电子游戏攻略或攻略本不同的是，遊戲實況更多的表達的是錄製者在遊玩時的主觀感受，當中夾雜錄製者的各種评论；攻略或攻略本的內容則相對客观。遊戲直播和遊戲實況也有點像，但遊戲實況可能並非是直播，可能是錄製者事先錄製好後再上傳到一些視頻網站上，而且遊戲實況內容可能經過加工以及後期製作；遊戲直播通常是網路直播，而且根本來不及加工。 